# الحميمة (محافظة الجموم)
الحميمة قرية سعودية، في محافظة الجموم بمنطقة مكة المكرمة. تقع في شمال غرب مكة المكرمة بمسافة تقارب (30) كم.
و ويسكنها عدد من القبائل ( الانصاري - البركاتي من الاشراف - اليحيوي من حرب) وتبعد عن حدود الحرم 10 كم تقريبا ويمر بها الخط السريع الجديد الواصل بين شمال جدة ومكة المكرمة وعدد سكانها يبلغ تقريبا 400 نسمة وكانت القرية مشهورة بالعيون اهمها عين الحميمة